# Samsung Galaxy Grand Prime
Samsung Galaxy Grand Prime — смартфон начального уровня Android, производимый и продаваемый компанией Samsung Electronics. Линейка Grand Prime стала преемником Samsung Galaxy Core Prime, выпущенного в 2015 году.
Первоначально он был представлен в 2014 году как эксклюзив для индийского и пакистанского рынка, но в следующем году был выпущен как бюджетный телефон для ряда рынков Азии. Он также был доступен в США через таких мобильных провайдеров, как MetroPCS, Cricket, Verizon, T-Mobile и Sprint, в дополнение к канадским провайдерам, таким как Freedom Mobile, Chatr Mobile, Koodo, SpeakOut и Public M.
В 2016 году компания Samsung объявила о выпуске преемника Grand Prime. Он был представлен как Samsung Galaxy Grand Prime Plus, известный как J2 Prime на некоторых территориях.

## Аппаратное обеспечение

### Детали
Samsung Galaxy Grand Prime включает в себя:
- ARMv8 1.2 GHz Quad-Core CPU
- 8 GB Storage
- 1 GB RAM
- Литий-ионный аккумулятор емкостью 2600 мАч
- Слот для MicroSD
- Adreno 306 Vivante GC7000UL (Value Edition)
- Слот для SIM-карты
- 8 мегапикселей со светодиодной вспышкой (задняя камера)
- 5 мегапикселей (фронтальная камера)

### Особенности
Samsung Galaxy Grand Prime — смартфон на базе Android KitKat. Имеет сенсорный дисплей 5,00 дюймов 540x960. Гнездо для наушников 3,5-мм, micro-USB порт для зарядки и передачи данных.